# Герман Коттманн
Герман Коттманн (нім. Hermann Kottmann; 4 грудня 1915, Ганновер — 30 червня 1955) — німецький офіцер-підводник, капітан-лейтенант крігсмаріне.

## Біографія
В 1936 році вступив до Крігсмаріне. З травня 1939 року — 3-й зенітний офіцер на важкому крейсері «Адмірал граф Шпее». Після потоплення крейсера інтернований аргентинською владою, проте згодом втік в Чилі і перетнув Тихий океан на японському пароплаві.В липні 1940 року повернувся в Німеччину і наступного місяця призначений на міноносець «Ульм». У вересні 1940 року відряджений у службу ВМС в Дюнкерці для участі в операції «Морський лев». З листопада 1940 року служив на лінкорі «Тірпіц».
З 30 червня 1941 по 2 січня 1942 року пройшов курс підводника. Служив вахтовим офіцером у 8-й (навчальній) і 1-й флотиліях підводних човнів, після чого призначений старшим офіцером підводного човна U-203. З 16 серпня по 20 вересня 1942 року пройшов курс командира човна. Після загибелі Рольфа Мюцельбурга 21 вересня 1942 року став командиром U-203. Здійснив 3 походи (загалом 79 днів у морі) і потопив 2 судна загальною водотоннажністю 12 309 брт.
| Дата потоплення | Назва корабля | Тип               | Тоннаж, брт | Екіпаж          | Вантаж                                                                                                 | Країна             | Конвой |
| --------------- | ------------- | ----------------- | ----------- | --------------- | --- | ------------------ | ------ |
| 29 жовтня 1942  | Hopecastle    | Торговий теплохід | 5,178       | 45 (1 загиблий) | 2 500 тонн магнезиту та ільменіту (чорна титанова руда) та 3 000 тонн основних вантажів, включаючи чай | Британська імперія | SL-125 |
| 30 жовтня 1942  | Corinaldo     | Торговий пароплав | 7,131       | 58 (8 загиблих) | 5 141 тонна мороженого м'яса                                                                           | Британська імперія | SL-125 |

25 квітня 1943 року U-203 був потоплений південніше мису Фарвель скоординованою атакою британського торпедоносця «Сордфіш» з ескортного авіаносця «Бітер» та есмінця «Патфайндер». 10 членів екіпажу загинули, решта 38 (включаючи Коттманна) потрапили в полон. Зрештою Коттман опинився в таборі для військовополонених в Аризоні, звідки 12 лютого 1944 року втік разом з чотирма іншими командирами-підводниками — Фрідріхом Гуггенбергером, Гансом Йоганнсеном, Августом Маусом і Юргеном Квет-Фаслемом. Разом з Йоганнсеном і Квет-Фаслемом перейшов мексиканський кордон і пройшов ще 48 кілометрів, перш ніж 1 березня був впійманий і повернутий в табір.

## Звання
- Кандидат в офіцери (3 квітня 1936)
- Кадет (10 вересня 1936)
- Фенріх-цур-зее (1 травня 1937)
- Обер-фенріх-цур-зее (1 жовтня 1938)
- Лейтенант-цур-зее (1 жовтня 1938)
- Оберлейтенант-цур-зее (1 жовтня 1940)
- Капітан-лейтенант (1 квітня 1943)

## Нагороди
- Залізний хрест
  - 2-го класу (липень 1940)
  - 1-го класу (липень 1942)
- Нагрудний знак флоту (15 липня 1941)
- Нагрудний знак підводника (травень 1942)